# Club Atlético Talleres
Der Club Atlético Talleres (argentin. Ausspr.: [taˈʃe.ɾes]) ist ein Sportverein aus Córdoba in Argentinien. Er wurde am 12. Oktober 1913 gegründet und ist vor allem für seine Fußballabteilung bekannt. Daneben ist er auch in den Sportarten Basketball, Volleyball, Eiskunstlauf und Rhythmische Sportgymnastik aktiv.

## Fußballabteilung
Die erste Mannschaft des Vereins war lange Zeit in der ersten argentinischen Liga vertreten, bis sie 2004 wegen ihres schlechten Punktedurchschnitts trotz einer guten Platzierung in die zweite Liga abstieg.
1999 gewann der Verein die letzte Austragung des südamerikanischen Fußballwettbewerbs Copa Conmebol.
Das Stadion des Vereins wird La Boutique genannt und befindet sich im Süden der Stadt. Es wurde im April 2008 nach Renovierungsarbeiten wiedereröffnet, zuvor war abgesehen von vereinzelten, weniger wichtigen Begegnungen das Estadio Olímpico Chateau Carreras verwendet worden, das auch von anderen Vereinen der Stadt benutzt wird. Zeitweise war das Stadion ganz für die Öffentlichkeit gesperrt, da Sicherheitsvorschriften nicht erfüllt wurden, und wurde daher nur zum Training verwendet.
Der Spitzname der Fußballmannschaft lautet Matador (span. für Mörder oder Schlächter). Die Fans und Spieler werden zudem auch tallarines (Tagliatelle, eine Nudelart) oder albiazules (span. für Blau-Weiße, wegen der Trikotfarben) genannt.
2009 stieg Talleres aus der Primera B Nacional, der zweithöchsten Spielklasse im argentinischen Fußball, in das Torneo Argentino A ab.

## Bekannte ehemalige Spieler
| - Sergio Omar Almirón - Héctor Baley - Angel Bossio - Osvaldo Canobbio - Ángel Comizzo - José Luis Cuciuffo - Mario Cuenca - Oscar Dertycia | - Luis Galván - Hugo Gottardi - Rodolfo Graieb - César La Paglia - Víctor Rubén López - Carlos Morete - Miguel Oviedo | - José Luis Pochettino - Catalino Rivarola - José Serrizuela - Alberto Tarantini - Marcelo Trobbiani - José Daniel Valencia - Javier Villarreal |

## Trainer
- Alfio Basile (1983)
- Ricardo Gareca (1996–1997, 1997–2000, 2001, 2006)
- Sergio Batista (2003)